# Ceroplesis hecate
Ceroplesis hecate är en skalbaggsart som beskrevs av Louis Alexandre Auguste Chevrolat 1855. Ceroplesis hecate ingår i släktet Ceroplesis och familjen långhorningar.
Artens utbredningsområde är:
- Angola.
- Benin.
- Gabon.
- Ghana.
- Nigeria.

Inga underarter finns listade i Catalogue of Life.